# NGC 2245
NGC 2245 је рефлексиона маглина у сазвежђу Једнорог која се налази на NGC листи објеката дубоког неба.
Деклинација објекта је + 10° 9' 24" а ректасцензија 6h 32m 41,2s. Привидна величина (магнитуда) објекта NGC 2245 износи 4,8. NGC 2245 је још познат и под ознакама LBN 904.